# Roland Idowu
Roland Idowu (Dublino, 21 gennaio 2002) è un calciatore irlandese, centrocampista del St. Mirren.

## Carriera

### Club
Cresciuto nei settori giovanili di Southampton e Cardiff City, ha iniziato la sua carriera professionistica nel 2021 con la maglia del Bohemians, club della prima divisione irlandese, con cui ha debuttato in competizioni professionistiche il 17 settembre 2021 nell'incontro di Coppa d'Irlanda vinto 4-0 contro il Maynooth Town, dove ha messo a segno anche la sua prima rete in carriera tra i professionisti. Nel 2022 è stato acquistato dal Waterford, dove ha trascorso due stagioni da titolare nella seconda divisione del campionato irlandese.
Nel gennaio del 2024 è stato acquistato a titolo definitivo dallo Shrewsbury Town, club della terza divisione inglese, ma ha faticato ad imporsi nella seconda metà di stagione, venendo ceduto in prestito nell'estate del 2024 al St. Mirren, club della prima divisione scozzese. A fine stagione dopo aver segnato 4 reti in 31 partite di campionato giocate è stato riscattato dal club bianconero.

### Nazionale
Ha giocato con la nazionale irlandese Under-17.

## Statistiche

### Presenze e reti nei club
Statistiche aggiornate al 5 agosto 2025.
| Stagione         | Squadra          | Campionato       | Campionato | Campionato | Coppe nazionali | Coppe nazionali | Coppe nazionali | Coppe continentali | Coppe continentali | Coppe continentali | Altre coppe | Altre coppe | Altre coppe | Totale | Totale | Totale |
| Stagione         | Squadra          | Comp             | Pres       | Reti       | Comp            | Pres            | Reti            | Comp               | Pres               | Reti               | Comp        | Pres        | Reti        | Pres   | Reti   |        |
| ---------------- | ---------------- | ---------------- | ---------- | ---------- | --------------- | --------------- | --------------- | ------------------ | ------------------ | ------------------ | ----------- | ----------- | ----------- | ------ | ------ | ------ |
| 2021             | Bohemians        | PD               | 5          | 0          | CI              | 1               | 1               | -                  | -                  | -                  | -           | -           | -           | 6      | 1      |        |
| 2022             | Waterford        | 1D               | 30         | 5          | CI              | 4               | 1               | -                  | -                  | -                  | -           | -           | -           | 34     | 6      |        |
| 2023             | Waterford        | 1D               | 34         | 9          | CI              | 2               | 0               | -                  | -                  | -                  | -           | -           | -           | 36     | 9      |        |
| Totale Waterford | Totale Waterford | Totale Waterford | 64         | 14         |                 | 6               | 1               |                    | -                  | -                  |             | -           | -           | 70     | 15     |        |
| gen.-giu. 2024   | Shrewsbury Town  | FL1              | 9          | 0          | FACup+CdL       | 1+0             | 0               | -                  | -                  | -                  | FLT         | 0           | 0           | 10     | 0      |        |
| 2024-2025        | St. Mirren       | SP               | 31         | 4          | CS+CdL          | 0+1             | 0               | UECL               | 4                  | 0                  | -           | -           | -           | 36     | 4      |        |
| 2025-2026        | St. Mirren       | SP               | 1          | 0          | CS+CdL          | 0+4             | 0+1             | -                  | -                  | -                  | -           | -           | -           | 5      | 1      |        |
| Totale Dundee    | Totale Dundee    | Totale Dundee    | 32         | 4          |                 | 5               | 0               |                    | 4                  | 0                  |             | -           | -           | 41     | 4      |        |
| Totale carriera  | Totale carriera  | Totale carriera  | 110        | 18         |                 | 13              | 3               |                    | 4                  | 0                  |             | 0           | 0           | 127    | 21     |        |